# Калі-Пуджа

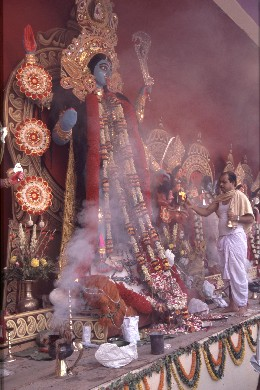
Статуя Калі під час фестивалю

Калі-Пуджа (Kali Puja) або Ш'яма-Пуджа — індуїстське свято (фестиваль), присвячене богині Калі, що святкується на 30 день та ніч молодика індуїстського місяця Картік переважно в Бенгалі. Свято збігається із загальноіндійським святом Лакшмі-Пуджа, що проводиться на третій день фестивалю Дівалі. Тоді як решта Індії поклоняється богині багатства і мудрості Лакшмі, бенгальці, орія і асамці поклоняються богині Калі оскільки вважають, що саме Вона руйнує усе зло та темряву, щоб встановити світ і процвітання.